# Stig Törnebohm
Stig Hilding Vilhelm Törnebohm, född 20 januari 1921 i Göteborg, död 28 juni 2019 i Falsterbo, var en svensk industriman. Han var son till Hilding Törnebohm. 
Törnebohm utexaminerades från Kungliga Tekniska högskolan 1944 och från Handelshögskolan i Göteborg 1947. Han var ingenjör vid Société Genevoise d'lnstrument de Physique i Genève 1946–1947, vid SKF i Paris 1947–1951, SKF i Göteborg 1952, vice verkställande direktör i AB Bromsregulator 1952–1954, verkställande direktör där 1954–1974 och i AB Flymo 1962–1968. Han var styrelseledamot i Skånska banken 1959–1978, i D. Carnegie & Co 1969–1978 och i Wilh. Sonesson AB 1972–1980.